# 生明辰也
生明 辰也（あざみ たつや、1988年6月6日 - ）は、日本のフリーアナウンサー。神奈川県横浜市出身。

## 来歴・人物
慶應義塾高等学校を経て慶應義塾大学経済学部卒業。趣味はボクシング・野球観戦・肉を食べること。
特技はオペラ（後楽園ホールで行われたボクシングの試合で国歌独唱経験あり）・サックス（プロ活動経験あり）。
姉はフルーティストの生明麻衣子。母は2016年10月に死去している。
2011年3月の大学卒業後、南三陸町立戸倉小学校に楽器を寄贈するなど音楽を通じた復興支援活動を展開。定期的に訪問し、児童たちと交流。
2012年3月に株式会社ディストル・ミュージックエンターテインメントを設立し「生明尚記」の名義で代表取締役に就任。
横浜市を中心とした地域密着型の音楽事務所として、アーティストマネジメント事業・音源制作事業・イベント制作事業・音楽教室事業を行う。横浜DeNAベイスターズのオフィシャルパフォーマンスチームDianaの音源制作や歌唱指導を担当。
2018年12月に経営難を理由に会社を閉業。
2019年4月にさくらんぼテレビに入社、活動名を本名の生明辰也に戻す。
2019年7月に『昼ドキ!TV やまがたチョイす』の中継リポーターを担当し、2020年1月に同番組のメインMCに昇格。
2020年10月に、春の高校バレー山形県代表決定戦の女子決勝で実況を担当。
2021年3月の生放送直後に倒れて休職し、同年11月末に退職したことをFacebookで報告した。
フリーに転向後はスポーツアナウンサーとして活動し、ABEMAやSPOTV NOWでのメジャーリーグ実況の他、ビーチバレー、3x3、JDリーグ、Vリーグ、アーチェリー、パルクール、ホッケー、車いすラグビーなどで実況やスタジアムMCを担当している。
2023年3月 2023年シーズンより日テレNEWS24で放送されている「千葉ロッテマリーンズ中継」のリポーターも交替制で担当することをFacebookで発表。2024年より同中継の実況も担当するようになった。
2023年10月に、ハラスメント防止対策やコンプライアンスの研修と、社外人事部相談窓口の設置を目的とした株式会社Umidasの設立をインスタグラムで発表。
2023年10月、2023-24シーズンよりVリーグ(現在はSVリーグ)に属するジェイテクトSTINGS愛知のアリーナMCを担当すると発表。
2024年1月より、NHK BS「スケートボードTV」の番組実況を担当。
2024年3月、BreakingDown11.5の会見MCを担当した。

## 出演番組

### フリー転向後
- スポーツ中継 実況（千葉ロッテマリーンズ球団制作中継・MLB中継他）
- ジェイテクトSTINGS愛知 - アリーナMC（2023年 - ）
- 真相深入り! 虎ノ門ニュース - MC（2023年5月5日 - 、当初は田中大貴の代理MC）

### 局アナ時代
- 昼ドキ!TV やまがたチョイす - メインMC・やまがたラーメン道リポーター（2020年1月 - 2021年2月）
- FNN Live News days - 山形ローカルパート
- News イット! やまがた - 週末版（シフト）
- やまがたラーメン道GP 第3弾〜タクシードライバーが選んだおすすめ店〜（2020年2月）
- 春の高校バレー山形県代表決定戦　女子決勝（2020年10月）
- やまがたラーメン道GP 第4弾〜県民投票で決定！ジャンル別ランキング〜（2021年2月）